# Мечеть Абу-Фареса
Мечеть Абу-Фареса (араб. أبو فارس المسجد) — мечеть в місті Алжир.

## Історія
Будівля зведена в 1865.
До 1962 в будівлі знаходилася Велика синагога міста Алжир. Після проголошення 18 березня 1962 Алжиром незалежності, урядом цієї країни оприлюднило Кодекс про громадянство, де було прописано релігійну дискримінацію, що громадянство міг отримати тільки мусульманин. Більшість єврейських жителів Алжиру було вигнано і мало хто залишився в місті. Будівля синагоги була конфіскована алжирською владою і була передана в мусульманській громаді мечеть, що відкрила в ньому.
У 1963 будинок перебудовано.